# Via Fiesolana
Via Fiesolana si trova a Firenze, da piazza Salvemini a via dei Pilastri. Circa a metà vi incrocia la via di Mezzo.

## Storia
La strada, uscente dall'antica porta di San Piero, conduceva un tempo verso Fiesole, congiungendosi poco dopo con borgo Pinti, fino al XII secolo, il che spiega la denominazione, antica e attestata nel corso dei secoli. 
La via ha attualmente carattere secondario, ma dovette essere un tempo di un certo prestigio, stando almeno agli edifici che si allineano lungo il primo tratto, presumibilmente definitisi nel tempo a partire da case corti mercantili. Oltre via di Mezzo prevalgono invece edifici che ancora conservano caratteri propri delle antiche case a schiera a destinazione popolare, per lo più un tempo di pertinenza di istituti religiosi. In tutti i casi la via si segnala per le molte memorie storiche, peraltro attestate da varie targhe apposte sulle facciate degli edifici, che ne ricordano gli illustri abitanti: Telemaco Signorini, Paolo Mascagni, Giuseppe Martelli, Luigi Cherubini.
La carreggiata è pavimentata a lastrico.

## Descrizione
La via ha carattere residenziale popolare e, nonostante l'assenza di emergenze architettoniche, si segnala per le molte memorie storiche peraltro attestate da varie targhe apposte sulle facciate degli edifici. La carreggiata è pavimentata a lastrico.

### Edifici
Gli edifici con voce propria hanno le note bibliografiche nella voce specifica.
| Immagine | N°    | Nome                                       | Descrizione |
| -------- | ----- | ------------------------------------------ | --- |
|          | 1r    | Palazzo Bartolommei-De Rossi               | Si tratta di un elegante palazzo con sobrie decorazioni settecentesche, frutto della riunificazione di varie case che sono documentate ai primi del Quattrocento come proprietà dei Del Grasso. Nel 1678 passò per eredità all'ospedale degli Innocenti e venne tenuto a livello dagli Asini e dai Poltri. Nel 1773 fu venduto al marchese Bartolommei, al quale si devono i lavori di definitiva riunificazione del fronte. Lungo il fronte su via Fiesolana è l'accesso carraio alla corte, dove era il pozzo e l'accesso alle stalle e alle rimesse. |
|          | 2-4-6 | Casa di Telemaco Signorini                 | Si tratta di un esteso casamento di tre piani che segna il primo tratto della via. L'edificio non presenta elementi di particolare pregio architettonico e tuttavia, come ricorda una memoria posta dal Comune di Firenze il 12 dicembre 1926 in prossimità del numero civico 6, è da segnalare essendo stata - in uno dei molti appartamenti - la casa del pittore e scrittore Telemaco Signorini, che qui morì il 10 febbraio 1901. |
|          | 5     | Palazzo dell'Istituto per le Case Popolari | Il palazzo spicca nella via (per lo più caratterizzata da episodi di edilizia minore) per la nobiltà del disegno del fronte, dai tipici tratti cinquecenteschi, e per la notevole estensione del corpo di fabbrica, con i suoi tre piani organizzati su sei assi. Al piano terreno gli ultimi restauri hanno riportato a vista porzioni di bugnato di un più antico edificio tre quattrocentesco. Una buchetta del vino è a destra del portone. Al centro del fronte è uno scudo con il campo ora privo di arme. Già sede dell'Istituto Autonomo per le Case Popolari lo è ora di Casa Spa. |
|          | 7     | Casa Amerighi                              | Si tratta di un casamento di cinque piani per quattro assi, molto probabilmente frutto dell'unificazione di due distinte case a schiera, con il fronte riconfigurato nel corso dell'Ottocento. Sulla cornice in pietra del portone (posto sul limitare sinistro a confermare le trasformazioni subite dall'immobile nel tempo) è uno scudo con un'arme identificabile con quella propria del casato degli Amerighi di Siena (senza smalti, ma d'azzurro, alla lettera A maiuscola d'oro, attorniata da quattro stelle a sei punte dello stesso, 1.2.1). |
|          | 12    | Casa Mascagni                              | L'edificio, con una facciata di tre assi per quattro piani che rimanda a modelli cinquecenteschi, pur non presentando elementi di particolare pregio, è elegante e ben curato, anche grazie al recente intervento di restauro. A fianco del portone è una buchetta per il vino. Come ricorda la memoria posta dal Comune di Firenze nel 1955, bicentenario della nascita di Paolo Mascagni, qui "il principe dell'anatomia italiana abitò e condusse a termine le sue immortali opere". |
|          | 13    | Casa                                       | Si tratta di un edificio con il fronte di disegno oltremodo semplice, organizzato su due assi attualmente per quattro piani, a indicarne l'origine da un'antica casa a schiera. Al terreno, di lato al portoncino posto a sinistra, è una buchetta per il vino, tamponata. Al centro del primo piano (parzialmente nascosto da un corpo illuminante) è un pietrino che reca la sigla C. V. M., relativa all'oratorio della Santissima Concezione di via de' Servi, seguita dal numero 43 in cifre arabe, a indicare la posizione dell'immobile nel registro delle possessioni (il tipo è ugualmente presente nelle case in via dei Pilastri 13 e di via Matteo Palmieri 3). Sulla facciata anche una placchetta delle Assicurazioni Generali di Venezia. |
|          | 18    | Casamento                                  | Si tratta di un edificio privo di particolarità architettoniche, con i prospetti (recentemente restaurati dopo un lungo periodo di incuria) di quattro assi su altrettanti piani, posto d'angolo tra via Fiesolana e via di Mezzo, dove il casamento prosegue per cinque assi. Lo si segnala per la presenza, sul lato di via di Mezzo, di una semplice edicola centinata ottocentesca, con nella lunetta un rilievo con la colomba dello Spirito Santo, contenente una porzione di affresco trecentesco, oltremodo consunto, raffigurante la Madonna con il Bambino. L'opera risulta essere stata restaurata nel 2000 da Fabrizio Iacopini per le cure della famiglia Grazzini. |
|          | 19    | Autorimessa                                | Si tratta di una grande autorimessa, già destinata a questa funzione nei primi del Novecento, periodo al quale risalgono i contenuti elementi di stile floreale che segnano il fronte sulla via. Sul fondo dei grandi ambienti è quanto resta di un porticato cinquecentesco, già segnalato nel repertorio di Bargellini e Guarnieri perché erroneamente identificato con la loggia del palazzo Bellini delle Stelle di borgo Pinti 24-26. |
|          | 20    | Casa Cherubini                             | La casa è decisamente modesta e riconducibile alla tipologia delle antiche case a schiera, in questo caso di due assi per cinque piani, gli ultimi frutto di soprelevazioni. Come segnala una memoria ottocentesca già trascritta da Francesco Bigazzi, qui vide i natali il 14 settembre 1760 il grande musicista Luigi Cherubini, che "nelle ragioni dell'arte serbò peregrino fra gli stranieri la gloria del primato italiano". |
|          | 22    | Casa con pietrino                          | L'edificio, una casa a schiera di antica fondazione, si distingue per la presenza in facciata di un pietrino ben conservato, riferibile a un monastero mariano, a cui si riferiscono le lettere S MAR disposte a formare una sigla. Non documentato dalla letteratura, è tuttavia attestato almeno su altre quattro case (in via Vaccherecchia 3, in via dei Cimatori 5, via delle Pinzochere 8 e in via de' Pepi 56). Forse di tratta del monastero di San Matteo in Arcetri. |
|          | 23-25 | Casa                                       | Considerazioni analoghe valgono per la casa al 25, con una lapide che ricorda il possedimento in antico, al monastero di Santa Maria degli Angeli in Borgo Pinti, oggi noto come Santa Maria Maddalena de' Pazzi. Il riferimento numerico posto in basso sullo stesso pietrino, II (2) documenta della posizione dell'immobile nel registro delle possessioni dell'istituto. |
|          | 26    | Casamento                                  | L'edificio, privo di particolari pregi architettonici e con il fronte di cinque piani per quattro assi, è stato recentemente (2008) arricchito sul fronte da una targa in marmo a ricordarlo quale casa natale del designer di carrozzerie Franco Scaglione. Sul portone è uno scudo con il campo arricchito da elementi decorativi. |
|          | 28    | Casa di Giuseppe Martelli                  | L'edificio, come molti di questa strada, sorge su strutture medioevali, nel tempo sviluppate in altezza e in profondità fino ad assumere i caratteri attuali, per la facciata definiti da un disegno della prima metà dell'Ottocento, corretto ma senza particolari pregi. Nel 1808 il palazzo apparteneva alla famiglia Martelli e nel 1830 era pervenuto in eredità all'architetto Giuseppe Martelli, che qui visse e morì il 30 marzo 1876, come ricorda un'epigrafe posta sul fronte e collocata, per le cure della Regia Accademia delle Belle Arti e del Collegio degli Architetti e Ingegneri, nel gennaio 1888. Alcuni lavori di sistemazione all'edificio si devono allo stesso architetto che, nel 1857, aveva acquistato anche lo stabile adiacente al n. 26 mettendolo parzialmente in comunicazione col primo. La palazzina rimase alla famiglia Martelli fino al 1949, quando fu venduta ai Melandri.                                                |
|          | 31    | Casa dei Servi di Maria                    | Si tratta di un edificio con il fronte riconfigurato nel Settecento, organizzato su sei assi per quattro piani. Il repertorio di Bargellini e Guarnieri lo segnala per la sua contenuta eleganza (ancora oggi pienamente apprezzabile) e per la presenza sul portone di uno scudo con arme. Per quanto abraso, quest'ultimo ci appare leggibile come riferito ai Servi di Maria per la presenza di una S intrecciata al gambo di un giglio sradicato terminante con tre fiori, ad indicare un'antica proprietà riconducibile ai possessi della non lontana basilica della Santissima Annunziata. Sulla facciata si trova anche una buchetta del vino. |
|          | 32    | Palazzo al Canto di Sant'Anna              | Si tratta di un grande palazzo (sette assi per tre piani, con il portone centrale sormontato da un balcone) frutto di una ristrutturazione tardo ottocentesca operata su un blocco di case preesistenti. L'edificio è segnalato da Gabriella Orefice come esempio, nell'ambito del quartiere di Santa Croce, di "una riuscita operazione di trasformazione degli antichi fatiscenti caseggiati in un dignitoso edificio a destinazione borghese, con caratteristiche innovative rispetto alle ricorrenti tipologie fiorentine, in particolare se si considerano lo stretto e profondo cortile, in asse con il portale di ingresso, lungo il quale si sviluppano lunghe balconate sorrette da mensole". Lo stesso fabbricato è ricordato anche nello stradario di Bargellini e Guarnieri dato che, attraverso il cortile prima segnalato, è in comunicazione con il palazzo di via de' Pepi al n. 67, che conserva un chiostrino con pitture di soggetto religioso. |
|          | 37    | Antica macelleria                          | La casa in angolo con via de' Pilastri presenta un fondo con un'ornato ingresso, in cui si vede un'insegna marmorea frammentaria di un'antica macelleria. L'insegna, in buone condizioni a fine degli anni settanta, quando venne riprodotta nel repertorio di Bargellini e Guarnieri, è oggi perduta per metà e le intemperie ne hanno fatto riaffiorare scritte precedenti che si sovrappongono. Sotto una grande scritta "Macelleria" a caratteri rossi si intravede infatti una scritta più antica, incisa, in cui si leggono i nomi Valli e Zucconi, antichi titolari dell'esercizio. |
|          | 38-40 | Casa                                       | L'edificio presenta un fronte di quattro assi su altrettanti piani, dal disegno corretto ma sufficientemente corrente, frutto di una riconfigurazione ottocentesca. È ricordato da Andrea Cecconi per essere stato abitazione di Rodolfo Siviero negli anni trenta del Novecento, prima che questi si trasferisse nel villino del Lungarno Serristori 1-3. |

### Lapidi
Sulla casa di Telemaco Signorini si legge:
| IL 10 FEBBRAIO 1901 IN QVESTA CASA MORÌ TELEMACO SIGNORINI FIORENTINO PITTORE E SCRITTORE VOLONTARIO DI GVERRA NEL 1859 TEMVTO MAESTRO DI VERITÀ E DI LIBERTÀ AD ONORARNE QVESTO SVO FIGLIO FEDELE FIRENZE POSE IL 12 DICEMBRE 1926 |

Al 12, sulla casa di Paolo Mascagni:
| IN QUESTA CASA PAOLO MASCAGNI PRINCIPE DELLA ANATOMIA ITALIANA ABITÒ E CONDUSSE A TERMINE LE SUE IMMORTALI OPERE IL COMUNE NEL BICENTENARIO DELLA NASCITA 1735 - 1935 |

Oltre la via di mezzo, la targa a Luigi Cherubini:
| QUI NACQUE IL XIV SETTEMBRE MDCCLX LUIGI CHERUBINI CHE SOMMO NEL MAGISTERO DELL'ARMONIA CREATORE DI SUBLIMI MELODIE RELIGIOSE RESTAURÒ OGNI MANIERA DI MUSICO STILE E NELLE RAGIONI DELL'ARTE SERBÒ PEREGRINO FRA GLI STRANIERI LA GLORIA DEL PRIMATO ITALIANO |

Al 26 la targa dedicata al "designer" di automobili Franco Scaglione:
| QUI NACQUE E VISSE GLI ANNI DI GIOVENTÙ FRANCO SCAGLIONE GENIO SOLITARIO DEL DESIGN DI CARROZZERIA STUDIOSO DI AERODINAMICA CREATORE D’ELEGANZA FIRENZE, 26 SETTEMBRE 1916 SUVERETO, 19 GIUGNO 1993 IL COMUNE DI FIRENZE E ASI AUTOMOTOCLUB STORICO ITALIANO POSERO IL 14 OTTOBRE 2008 |

Al 28 infine la targa sulla casa di Giuseppe Martelli:
| GENNAIO MDCCCLXXXVIII RAMMENTARE AI POSTERI CHE GIUSEPPE MARTELLI ARCHITETTO E INGEGNERE FIORENTINO NOTO PER EGREGIE OPERE IN PATRIA E FUORI DIMORÒ LUNGAMENTE IN QUESTE SUE CASE FINO AL XXX GIORNO DI MARZO DEL MDCCCLXXVI IN CUI MORÌ LA R. ACCADEMIA DELLE BELLE ARTI E IL COLLEGIO DEGLI ARCHITETTI E INGEGNERI PONEVANO |

## Note

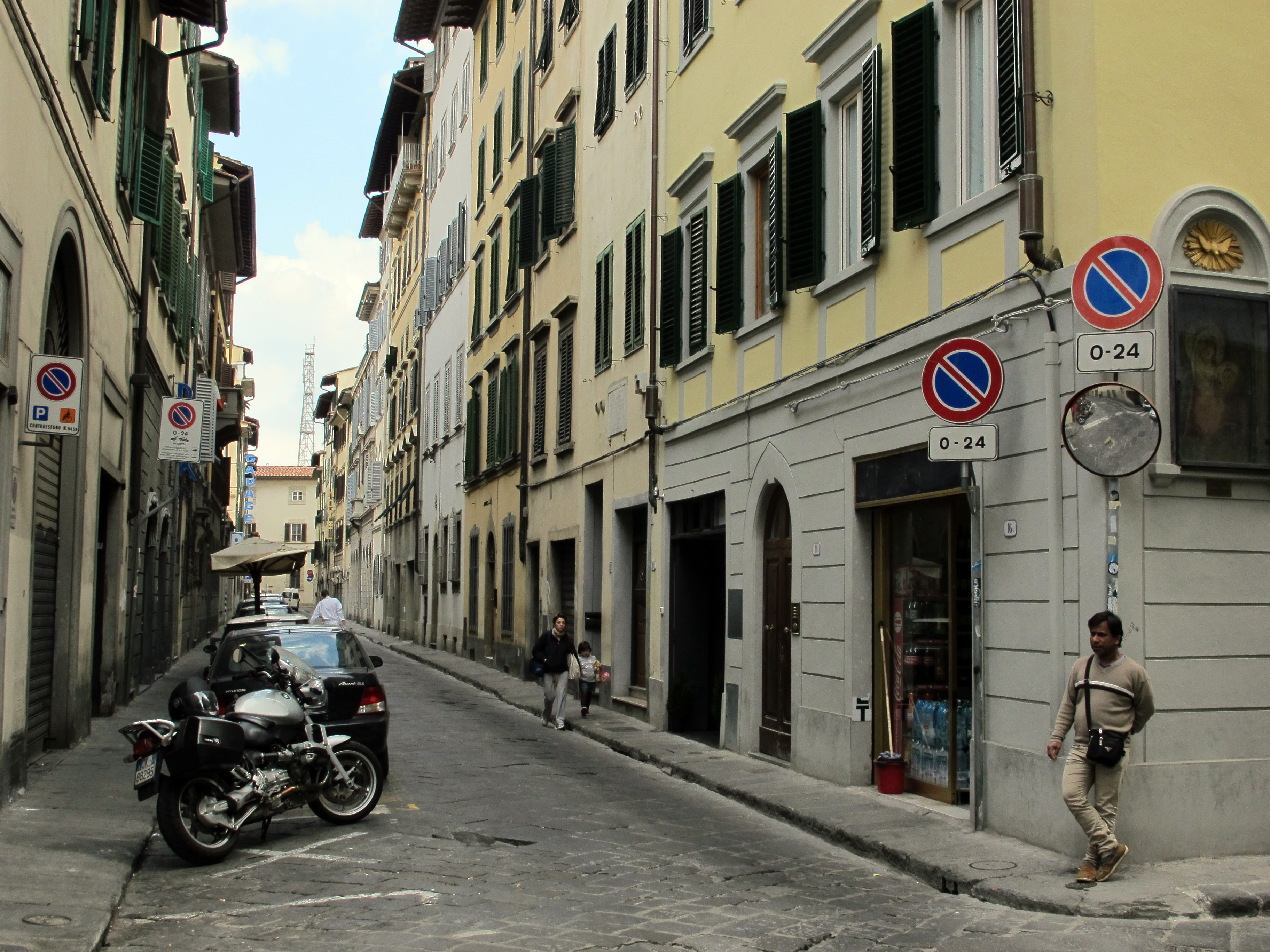
Veduta